# 南嘉布都
南嘉布都（英語：Nanga Budu）是位于砂拉越木中省实拉卓县布都副县由多个长屋组成的地区，面积290.01平方公里。布都约有超过3.6千人，分别居住在41座长屋，有97%的居民是伊班族，多数信奉基督教。
据居民，在伊班语里「南嘉布都」是长屋地区的意思。南嘉布都里有许多河流，主要有流向实拉卓县和甲望副县的克连安河（Sungai Krian），另外还有其支流：布都河（Sungai Budu）及嘎波河（Sungai Kabo）。当地居民多数从事种植橡胶及胡椒业；而稻谷、蔬菜和水果则是自己食用。

## 基础设施
南嘉布都只拥有一所小型的健康诊所。诊所不只提共医疗服务，而且还是这地区居民的活动中心点，因为南嘉布都的基础设施都围绕着这间诊所，如：国民登记局、县级农业局、杂货店和足球场等。南嘉布都地区没有自来水供应，居民需要从大自然取水，电力供应则来自发电机。此外，南嘉布都也没有手机覆盖范围所以手机无法在该区使用。

南嘉布都只拥有6所国民型小学，学生需要到实拉卓镇上继续中等教育。

## 观光
卧比莱瀑布（Wong Pillai Waterfall）：位于离南嘉布都诊所15公里处。观光者需要从南嘉布都诊所乘15分钟的车程，然后涉水过一条小溪，再走20分钟的路程就到达目的地。瀑布周围适合野餐和露营。